# Javier de Burgos y Rizzoli
Javier de Burgos Rizzoli (Madrid, 1885 - 1971), fue un dramaturgo español, autor prolífico de piezas de diversos subgéneros teatrales.
Nacido en el Madrid de 1885, Francisco Javier de Burgos Rizzoli, fue un popular autor de dramas, melodramas, sainetes, comedias líricas, apropósitos, revistas musicales y comedias, muchas de ellas en colaboración con otros escritores del ramo, como Luis Linares Becerra, Ernesto Polo, José Mesa Andrés y González del Castillo. Su producción, en muchas ocasiones irreverente con institucionalismos tradicionales y muy popular antes de la guerra civil española, cayó luego en desgracia.
De entre los títulos más populares en su día, pueden destacarse Alma negra 1904, ¡Gloria a Cervantes! apropósito de 1905, con Linares Becerra y música de J. Candela Ardid; Los dos amores (1911), musicada por Arturo Saco del Valle); Gente de rompe y rasga (1912); El niño castizo (1913) con Silvio Figarelo; el melodrama inspirado en la novela de Alejandro Dumas “Artagnan” y los mosqueteros del rey (1922), la opereta Maese Elí (1920); comedias como Balompié y El clown Bebé (ambas de 1928), la fantasía escénica Alfonso XIII de bom-bon (1931); o El retablo milagroso (1942). Además, aparecen mencionados en los principales manuales de autores dramáticos otros títulos como:  ¡A ver si va a poder ser!, Como las flores, El amigo de la casa, El beso republicano, El caballero de la mano roja, El castillo de las águilas, El hombre invisible, El rey de los mendigos, El supremo resorte, La casa del sultán, Las mujeres fáciles, Las morenas y las rubias, Las niñas de mis ojos, Los ojos vacíos.